# Vleesvork

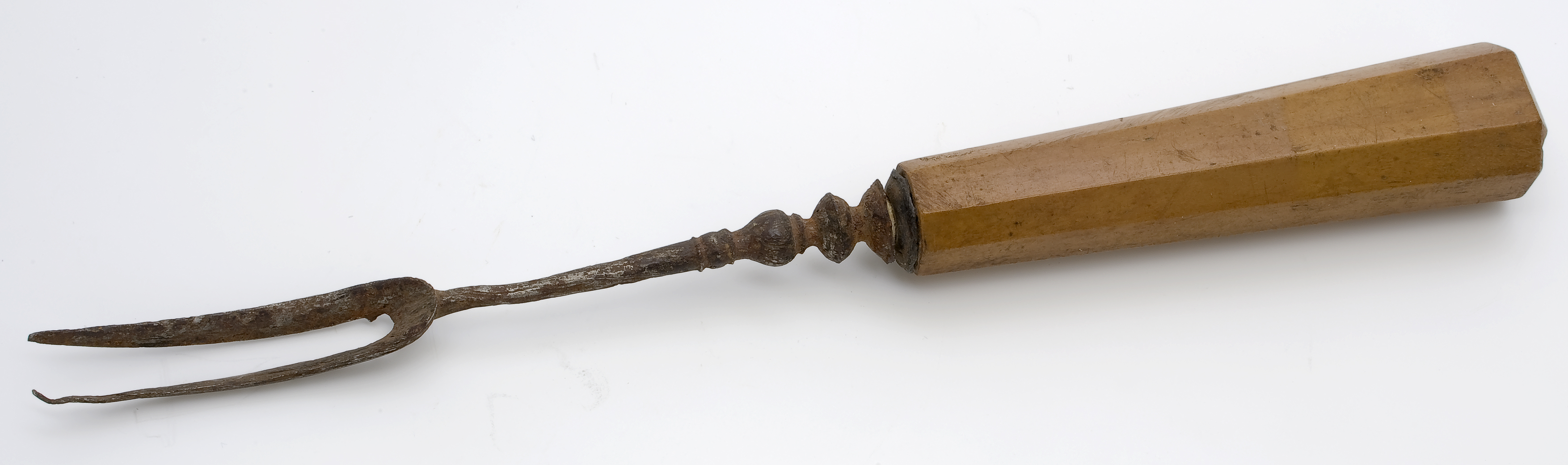
Vleesvork

Een vleesvork is een vork met twee lange tanden, die wordt gebruikt om vlees te draaien en om het vast te houden bij het voorsnijden van bijvoorbeeld kip of wild. Hiermee wordt voorkomen dat de kok het vlees onnodig vaak hoeft aan te raken.
Aan tafel kan de vleesvork worden gebruikt om een stuk gebraad aan tafel aan te snijden, en met de vleesvork op het bord te leggen.
In de Griekse oudheid werd een vleesvork toegepast om vlees uit de hete kookpot te halen. Tijdens het snijden van het vlees was de vleesvork een handig hulpmiddel om het vlees vast te houden.
De vleesvork stond model voor de gewone vork, waarbij de twee tanden werden ingekort om ze eenvoudiger te maken voor gebruik aan tafel; bovendien wilde men niet dat een vork te veel leek op een gebruiksvoorwerp uit de keuken.